# Idrocalumite
L'idrocalumite (simbolo IMA: Hcl) è un minerale del supergruppo dell'idrotalcite e del gruppo dell'idrocalumite con composizione chimica Ca2Al(OH)6[Cl1-x(OH)x] • 3(H2O).

## Etimologia e storia
Il nome del minerale richiama i suoi componenti principali: idro (acqua), calcio e alluminio.

## Classificazione
Nella nona edizione della sistematica dei minerali secondo Strunz l'idrocalumite è elencata nella classe "4. Ossidi (idrossidi, V[5,6] vanadati, arseniti, antimoniti, bismutiti, solfiti, seleniti, telluriti, iodati)" e da lì nella sottoclasse "4.F Idrossidi (senza V od U)"; questa è suddivisa in base alla composizione del minerale, in modo che esso sia smistato nella sezione "4.FL Idrossidi con H2O ± (OH); strati di ottaedri che condividono uno spigolo", dove è l'unico membro del sistema nº 4.FL.10.
Nella Sistematica dei lapis (Lapis-Systematik) di Stefan Weiß, l'idrocalumite è classificata nella famiglia degli "ossidi" e da lì nella sottofamiglia "idrossidi e idrati ossidici (ossidi contenenti acqua con struttura stratificata)" dove forma il sistema nº IV/F.10 insieme alla kuzelite.
Nella classificazione dei minerali secondo Dana, usata principalmente nel mondo anglosassone, l'idrocalumite è classificata nella famiglia degli "idrossidi e ossidi contenenti idrossile" e da lì nella sottoclasse degli "idrossidi e ossidi contenenti idrossile contenente più cationi", dove è l'unico minerale presente nel sistema nº 06.04.04.

## Abito cristallino
L'idrocalumite cristallizza nel sistema monoclino nel gruppo spaziale P21 (gruppo nº 4) oppure, secondo altre fonti, nel gruppo P2/c (gruppo nº 13) con i parametri reticolari a = 9,6 Å, b = 11,4 Å, c = 16,84 Å e β = 111°, oltre a 4 unità di formula per cella unitaria.

## Origine e giacitura
L'idrocalumite è un raro minerale idrotermale che si trova negli skarn e che si forma dal metamorfismo di contatto del calcare o negli xenoliti nella lava. La si può trovare associata a afwillite, portlandite, ettringite, larnite, plombièrite, idrogrossularia e calcite.
L'idrocalumite è un minerale abbastanza raro. In Italia è stata rinvenuta a Valleranello e Montalto di Castro (Lazio), in Val Varenna (Liguria), a Sassetta (Toscana) e a Cervarese Santa Croce (Veneto).
Diversi siti sono distribuiti in Germania: Ortenaukreis (nel Baden-Württemberg); nel circondario degli Haßberge (in Baviera); Hersfeld-Rotenburg (Assia); nel distretto di Osnabrück (Bassa Sassonia); a Iserlohn (in Renania Settentrionale-Vestfalia); nella comunità amministrativa di Daaden-Herdorf, a Mayen, Mendig, Ettringen, Üdersdorf e Hohenfels-Essingen (tutte nella Renania-Palatinato).
Altri siti sono in Grecia (Lavreotiki), Giappone (Saiki), Palestina (Gerusalemme), Romania (distretto di Brașov), Russia (nella repubblica di Cabardino-Balcaria), in Irlanda del Nord (nel Distretto di Antrim e Newtownabbey), negli Stati Uniti (a Crestmore, nella contea di Riverside), Francia (Beaumont), Belgio (Plombières) e Austria (Klöch).